# Agnès Callamard
Pour les articles homonymes, voir Callamard.
Agnès Callamard, née en 1963, est une experte française des droits de l'homme, rapporteure spéciale du Conseil des droits de l'homme des Nations unies sur les exécutions extrajudiciaires, sommaires ou arbitraires. Elle enseigne depuis 2013 à l'université Columbia, où elle dirige le projet Global Freedom of Expression. Elle est secrétaire générale d'Amnesty International depuis 2021.

## Biographie

### Jeunesse et études
Née en 1963, Agnès Callamard est marquée par l'engagement social de sa mère institutrice, et de son grand-père résistant en Oisans et fusillé durant la guerre, le 15 août 1944,.
Elle est diplômée de l'Institut d'études politiques de Grenoble en 1985. Elle étudie ensuite à l'université historiquement noire Howard à Washington, puis à New York, au Canada, et passe six mois dans un camp de réfugiés au Malawi dans le cadre de sa recherche doctorale. Elle est titulaire d'un doctorat en science politique de la New School for Social Research et d'une maîtrise de l'université Başkent (en) à Ankara.

### Carrière

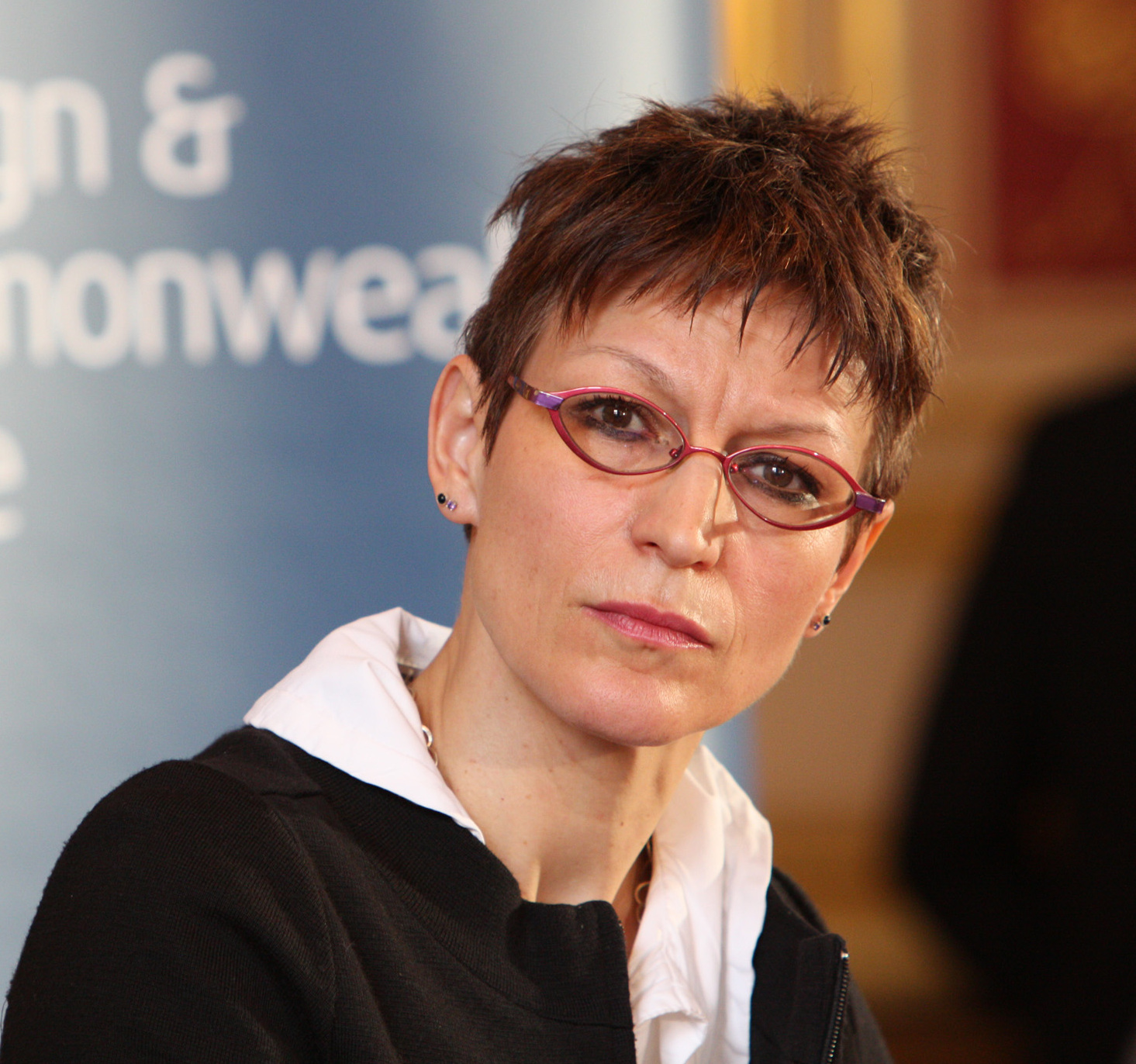
Agnès Callamard en 2011.

Agnès Callamard est considérée comme une experte de plusieurs initiatives internationales et des Nations unies en matière de droits de l'homme et a mené des enquêtes sur les droits de l'homme dans plusieurs pays d'Afrique, d'Asie et du Moyen-Orient. Elle a beaucoup travaillé dans le domaine des mouvements internationaux de réfugiés avec le Center for Refugee Studies à Toronto.
En mai 2017, elle participe à une conférence aux Philippines, lors de laquelle sa page Wikipédia en anglais est vandalisée,.

### Amnesty International
De 1998 à 2001, elle est cheffe de cabinet du secrétaire général d'Amnesty International et, en tant que coordinatrice de la politique de recherche de l'organisation, elle dirige le travail d'Amnesty sur les droits humains des femmes.  

### HAP International
En 2001, elle fonde et dirige HAP International (Humanitarian Accountability Partnership). Elle y supervise des campagnes sur le terrain en Afghanistan, au Cambodge et en Sierra Leone et crée le premier organisme international d'autorégulation pour les agences humanitaires qui s'engagent à renforcer la responsabilité envers les populations touchées par les catastrophes. Elle occupe ce poste jusqu'en 2004.

### Article 19
De 2004 à 2013, elle est directrice exécutive d'Article 19, une organisation de défense des droits de l'homme.

### Université Columbia
Depuis novembre 2013, elle dirige l'initiative pour la liberté d'expression mondiale de l'université Columbia.

### Nations Unies
En 2013, elle enquête sur l’assassinat au Mali des journalistes de RFI Ghislaine Dupont et Claude Verlon. Agnès Callamard a été Rapporteur spécial sur les exécutions extrajudiciaires, sommaires ou arbitraires, nommée à cette "procédure spéciale" par la résolution A/HRC/RES/35/15 du Conseil des droits de l'homme du 22 juin 2017 pour un mandat de trois ans. En 2019, elle dirige l'enquête sur l'assassinat du journaliste saoudien Jamal Khashoggi. Son rapport et ses conclusions (A/HRC/41/CRP.1) sont présentées au Conseil des droits de l'homme des Nations unies en juin 2019,.
Elle a conclu que la frappe de drone sur le général iranien Qassem Soleimani était illégale, dans le cadre de la version préliminaire de son rapport  pour la quarante-quatrième session du Conseil des droits de l'homme.

### Amnesty International
Le 29 mars 2021, elle revient à Amnesty International en tant que secrétaire générale de l'ONG, succédant à Julie Verhaar qui assurait l'intérim de cette fonction.

## Publications
- « Protect the believers, not the belief », The Guardian,‎ 18 mars 2009 (lire en ligne)
- [rapport] Amnesty International Dutch Section et Codesria, Monitoring and Investigating Torture, Cruel, Inhuman or Degrading Treatment, and Prison Conditions, Dakar, Council for the Development of Social Science Research in Africa, 2000 (ISBN 978-2-869-78088-0, OCLC 47863459, lire en ligne)
- « Comity for Internet? Recent Court Decisions on the Right to be De-indexed », The National Law Review,‎ 12 août 2015 (lire en ligne)
- « Are courts re-inventing Internet regulation? », International Review of Law, Computers & Technology,‎ 23 mars 2017, p. 323-339 (DOI 10.1080/13600869.2017.1304603)
- Agnès Callamard, Une enquêtrice à l'ONU, Flammarion, 2025, 248 p. (ISBN 9782080420909, lire en ligne).